# Lentiszombathely
Lentiszombathely (régebben Szombathely, Lenti-Szombathely) egykor önálló község, 1977 óta Lenti városrésze.

## Fekvése
Lentitől 2,8 kilométerre kelet-délkeletre, a Malonya-patak bal partján fekszik, területén a Borsfa-Lenti (Mumor) közti 7537-es út halad végig. Szomszédai délkeletre 2,8 kilométerre Iklódbördőce, délnyugatra 2,8 kilométerre Máhomfa, nyugatra Lenti, északnyugatra 1,8 kilométerre Mumor.

## Története
Vályi András szerint „SZOMBATHELY. Magyar falu Szala Várm. földes Ura H. Eszterházy Uraság, lakosai külömbfélék, fekszik Lenthinek szomszédságában, mellynek filiája; határja tágas, hegyes, és vőlgyes; legelője, fája van, malma kettő.”
Fényes Elek szerint „Szombathely, magyar falu, Zala vmegyében, 214 kath. lak. F. u. h. Eszterházy. Ut. p. A. Lendva.”

## Közlekedés
A Rédics–Zalaegerszeg-vasútvonalon található Lentiszombathely megállóhely a falu központjától mintegy 800 méterre délnyugatra fekszik.
A Csömödéri Állami Erdei Vasút Lentiszombathely-Mumor nevű megállója a központtól északnyugatra található. Közúton a 75-ös főúton, Mumornál lekanyarodva közelíthető meg.

## Nevezetességek
- Harangláb[3]